# Campeonato da Europa de Atletismo de 2016 - Salto triplo feminino
A prova do salto triplo feminino do Campeonato da Europa de Atletismo de 2016 foi disputada entre os dias 8 e 10 de julho de 2016 no Estádio Olímpico de Amsterdã em Amesterdão,  nos Países Baixos. 

## Recordes
Antes desta competição, os recordes mundiais e do campeonato nesta prova eram os seguintes:
|                       | Nome             | Nacionalidade | Distância | Local      | Data                 |
| --------------------- | ---------------- | ------------- | --------- | ---------- | -------------------- |
| Recorde mundial       | Inessa Kravets   | Ucrânia       | 15m 50cm  | Gotemburgo | 10 de agosto de 1995 |
| Recorde do campeonato | Tatyana Lebedeva | Rússia        | 15m 15cm  | Gotemburgo | 9 de agosto de 2006  |
| Recorde europeu       | Inessa Kravets   | Ucrânia       | 15m 50cm  | Gotemburgo | 10 de agosto de 1995 |

## Medalhistas
| Ouro                  | Prata                         | Bronze                       |
| Patrícia Mamona (PRT) | Hanna Knyazyeva-Minenko (ISR) | Paraskevi Papachristou (GRE) |

## Cronograma
Todos os horários são locais (UTC+2).
| Data        | Hora  | Evento       |
| ----------- | ----- | ------------ |
| 8 de julho  | 13:10 | Qualificação |
| 10 de julho | 17:25 | Final        |

## Resultados

### Qualificação
Qualificação: Desempenho de 14.00 m (Q) ou os 12 melhores qualificados (q).
| Posição | Grupo | Atleta                  | Nacionalidade | #1    | #2     | #3    | Resultados | Notas |
| ------- | ----- | ----------------------- | ------------- | ----- | ------ | ----- | ---------- | ----- |
| 1       | B     | Anna Jagaciak-Michalska | Polónia       | 13.98 | 14.33  |       | 14.33      | Q,    |
| 2       | A     | Jenny Elbe              | Alemanha      | 13.51 | 13.53  | 14.24 | 14.24      | Q     |
| 3       | A     | Hanna Knyazyeva-Minenko | Israel        | 13.90 | 14.23  |       | 14.23      | Q     |
| 4       | A     | Dana Velďáková          | Eslováquia    | 13.59 | x      | 14.11 | 14.11      | Q,    |
| 5       | B     | Kristin Gierisch        | Alemanha      | 13.56 | 13.53  | 14.05 | 14.05      | Q     |
| 6       | A     | Paraskevi Papachristou  | Grécia        | 14.00 |        |       | 14.00      | Q     |
| 7       | B     | Daria Derkach           | Itália        | x     | 13.65  | 13.96 | 13.96      | q     |
| 8       | B     | Susana Costa            | Portugal      | 13.66 | 13.94  | 13.73 | 13.94      | q     |
| 9       | A     | Patrícia Mamona         | Portugal      | 13.72 | 13.87  | x     | 13.87      | q     |
| 10      | A     | Olha Saladukha          | Ucrânia       | 13.82 | 13.85w | 13.82 | 13.85      | q     |
| 11      | B     | Lucie Májková           | Chéquia       | 13.56 | x      | 13.81 | 13.81      | q     |
| 12      | B     | Kristiina Mäkelä        | Finlândia     | 13.62 | 13.80  | 13.77 | 13.80      | q     |
| 13      | B     | Jeanine Assani-Issouf   | França        | 13.21 | 13.45  | 13.80 | 13.80      |       |
| 14      | B     | Ruslana Tsyhotska       | Ucrânia       | 13.78 | x      | 13.58 | 13.78      |       |
| 15      | B     | Laura Samuel            | Grã-Bretanha  | 13.65 | x      | x     | 13.65      |       |
| 16      | A     | Elena Andreea Panțuroiu | Roménia       | 13.51 | 13.63  | 13.62 | 13.63      |       |
| 17      | A     | Iryna Vaskouskaya       | Bielorrússia  | 13.61 | 13.35  | x     | 13.61      |       |
| 18      | A     | Rouguy Diallo           | França        | x     | 13.58  | 13.45 | 13.58      |       |
| 19      | A     | Patricia Sarrapio       | Espanha       | 13.46 | 13.08  | 13.05 | 13.46      |       |
| 20      | B     | Gabriela Petrova        | Bulgária      | x     | x      | 13.46 | 13.46      |       |
| 21      | B     | Natallia Viatkina       | Bielorrússia  | 13.33 | 13.07  | 13.35 | 13.35      |       |
| 22      | A     | Petra Koren             | Eslovênia     | 13.02 | x      | 13.02 | 13.02      |       |

### Final
| Posição           | Atleta                  | Nacionalidade | #1    | #2    | #3    | #4    | #5    | #6    | Resultados | Notas                |
| ----------------- | ----------------------- | ------------- | ----- | ----- | ----- | ----- | ----- | ----- | ---------- | -------------------- |
| Medalha de ouro   | Patrícia Mamona         | Portugal      | x     | 13.95 | 14.38 | x     | x     | 14.58 | 14.58      | Recorde nacional     |
| Medalha de prata  | Hanna Knyazyeva-Minenko | Israel        | x     | x     | 14.51 | x     | x     | x     | 14.51      |                      |
| Medalha de bronze | Paraskevi Papachristou  | Grécia        | 14.31 | 14.45 | 14.15 | 14.00 | 14.14 | 14.47 | 14.47      |                      |
| 4                 | Anna Jagaciak-Michalska | Polónia       | 14.31 | x     | 14.15 | x     | 14.32 | 14.40 | 14.40      |                      |
| 5                 | Susana Costa            | Portugal      | x     | 14.25 | 13.58 | 14.23 | 14.34 | x     | 14.34      | Recorde pessoal      |
| 6                 | Olha Saladukha          | Ucrânia       | 14.00 | 14.23 | 14.05 | 12.80 | 14.16 | 14.12 | 14.23      |                      |
| 7                 | Jenny Elbe              | Alemanha      | 14.08 | 14.08 | x     | 13.60 | 13.82 | 13.86 | 14.08      |                      |
| 8                 | Kristin Gierisch        | Alemanha      | x     | 14.01 | 14.03 | x     | 12.92 | 13.92 | 14.03      |                      |
| 9                 | Kristiina Mäkelä        | Finlândia     | 13.79 | 13.94 | 13.95 |       |       |       | 13.95      | Recorde da temporada |
| 10                | Daria Derkach           | Itália        | 13.89 | x     | 13.56 |       |       |       | 13.89      |                      |
| 11                | Dana Velďáková          | Eslováquia    | x     | x     | 13.74 |       |       |       | 13.74      |                      |
| 12                | Lucie Májková           | Chéquia       | 13.36 | 13.16 | 13.70 |       |       |       | 13.70      |                      |

Legenda
| Recorde mundial       | Recorde mundial (World record)               |                       | Recorde africano                      | Recorde africano (African) |                                           | Q | Classificado por posição (Qualified) |
| Recorde do campeonato | Recorde do campeonato (Championship record)  | Recorde da América    | Recorde da América (Americas)         | q                          | Classificado por melhor tempo (Qualified) |   |                                      |
| Melhor marca do ano   | Melhor marca do ano (World leading)          | Recorde asiático      | Recorde asiático (Asian)              | DNS                        | Não largou (Did not start)                |   |                                      |
| Recorde nacional      | Recorde nacional (National record)           | Recorde europeu       | Recorde europeu (European)            | DNF                        | Não terminou (Did not finish)             |   |                                      |
| Recorde pessoal       | Recorde pessoal do atleta (Personal best)    | Recorde da Oceania    | Recorde da Oceania (Oceania)          | DSQ / DQ                   | Desclassificado (Disqualified)            |   |                                      |
| Recorde da temporada  | Recorde da temporada do atleta (Season best) | Recorde sul-americano | Recorde sul-americano (South America) | NM                         | Sem marca (No mark)                       |   |                                      |